# Реконструкція гірничих підприємств
Реконструкція гірничих підприємств (рос. реконструкция горных предприятий; англ. mine reconstruction; нім. Rekonstruktion f der Gruben, Ausbau m der Schachtanlagen, Tagebaue und Erzgruben) – комплекс заходів, спрямованих на докорінну чи часткову перебудову технологічного комплексу діючих гірничих підприємств. Реконструюються кар’єри, шахти, газові та нафтові промисли, збагачувальні фабрики. Основні причини реконструкції – зниження виробничої потужності, продуктивності праці, погіршення умов праці та ін. Базується на оновленні основних фондів – активних (обладнання) і пасивних (будівлі та споруди). Осн. напрями реконструкції ш а х т: технічне переобладнання підприємства із збільшенням його потужності і поліпшенням техніко-економічних показників роботи; об’єднання полів дек. підприємств зі створенням загальної системи капітальних виробок, схем транспорту, вентиляції і т. ін.; продовження термінів служби гірничодобувного підприємства за рахунок прирізки запасів сусідніх полів; вдосконалення способів розкриття, систем розробки і схем, підготовки запасів до відробки і ін. 

## Реконструкція ш а х т
Реконструкція ш а х т передбачає також застосування механізованих і автоматизованих комплексів підземного обладнання, що відповідають вимогам наук.-техн. прогресу; удосконалення вентиляції, підіймального транспорту на шахті шляхом проходження додаткових стовбурів і переобладнання підйомів, скорочення протяжності вентиляційних виробок і застосування потужніших вентиляторів; спорудження нових приствольних дворів; переобладнання технол. комплексу на поверхні; широке впровадження механізації і автоматизації виробничих процесів і вдосконалення системи управління на базі сучасної комп’ютерної техніки. 

## Реконструкція к а р ’ є р і в
Реконструкція к а р ’ є р і в (розрізів) – сукупність робіт (гірничо-будівельних, монтажних, по заміні устаткування та ін.), що виконуються за спеціальним проектом з метою продовження терміну існування кар’єру, підтримки чи збільшення його виробничої потужності, економічної ефективності та ін. Вона, наприклад, може передбачати заміну циклічної технології на циклічно-потокову (заміну транспортної систем розробки на безтранспортні, транспортно-відвальні); впровадження обладнання великої одиничної потужності); вдосконалення (зміну) способів розкриття з проходкою додаткових капітальних і розрізних траншей на нижніх горизонтах; вдосконалення інж. комунікацій. 

## Реконструкція збагачувальних фабрик
Осн. напрями реконструкції з б а г а ч у в а л ь н и х ф-к пов’язані з нарощуванням потужностей по переробці к.к., застосуванням нового обладнання, закриттям малоефективних дрібних ф-к із застарілою технікою і технологією. 

## Реконструкція нафтових промислів
Необхідність реконструкції н а ф т о в и х п р о м и с л і в зумовлена особливостями різних стадій розробки нафтових родовищ, середня тривалість якої становить 40–50 років. За цей час, як правило, обводненість нафтових покладів зростає від 0 до 90% і більше, вичерпується природна енергія нафтових горизонтів, за рахунок якої на 1-му етапі розробки забезпечується фонтанний спосіб видобутку нафти, істотно змінюються фіз.-хім. властивості нафти, нафтового газу, водонафтових емульсій. Це змушує планувати і поетапно здійснювати комплекс робіт по реконструкції і техн. переозброєнню нафтового промислу. 

## Реконструкція газового промислу
Реконструкцію г а з о в о г о п р о м и с л у проводять у зв’язку з падінням пластового тиску, введенням дотискних компресорних станцій і холодильних машин в зонах низькотемпературної сепарації, нестійкою роботою свердловин в умовах часткового обводнення, зниження дебіту газу; солевідкладами і пробкоутвореннями у стовбурах свердловини; скупченням рідини в шлейфах свердловин і т.д. 
На г а з о к о н д е н с а т н и х родовищах реконструкція проводиться з метою підвищення виходу конденсату, пропану і бутану. У порівнянні з новим будівництвом Р.г.п. здійснюється з витратами, в 3–4 рази меншими, і в більш короткі терміни. 